# Zanna pustulosa
Zanna pustulosa är en insektsart som beskrevs av Carl Eduard Adolph Gerstäcker 1873. 
Zanna pustulosa ingår i släktet Zanna och familjen lyktstritar. Inga underarter finns listade i Catalogue of Life.